# Miroslav Kubíček
Miroslav Kubíček (10. října 1919 České Budějovice – 14. ledna 1955 tamtéž) byl český dirigent a hudební skladatel.

## Život
Po maturitě na gymnáziu v Českých Budějovicích studoval na Pražské konzervatoři hudební pedagogiku. Absolvoval v roce 1943. Krátce učil na hudební škole v Klatovech. V roce 1944 byl totálně nasazen na dělnické práce do Německa. Po skončení války učil na hudební škole v Mariánských Lázních a věnoval se hudebně osvětové a dirigentské práci.

## Dílo
Zkomponoval na 40 větších skladeb. Z jeho díla vynikají zejména písně:
- Písničky staré Číny
- Milostné písně starého Toskánska

Kromě to zkomponoval
- 2 symfonie
- 5 instrumentálních koncertů s orchestrem
- 4 sonáty
- smyčcový kvartet
- dechový kvintet
- úpravy jihočeských lidových písní

Jeho pozůstalost je uložena v Jihočeském hudebním archivu v Českých Budějovicích.